# El soñador rebelde
El soñador rebelde (título original: Young Cassidy) es una película dramática biográfica británica de 1965 dirigida por Jack Cardiff y protagonizada por Rod Taylor, Julie Christie y Maggie Smith. Es un drama biográfico basado en la vida del dramaturgo Seán O'Casey.

## Reparto
- Rod Taylor como John Cassidy
- Maggie Smith como Nora
- Julie Christie como Daisy Battles
- Michael Redgrave como W.B. Yeats
- Edith Evans como Augusta, Lady Gregory
- T. P. McKenna como Tom
- Jack MacGowran como Archie
- Siân Phillips como Ella
- Flora Robson como la Sra. Cassidy
- Eamon Morrissey como Tercer lanzador

## Producción
Ya en 1907, las representaciones de The Playboy of the Western World de John Millington Synge provocaron disturbios entre los asistentes al teatro, que tuvieron que ser sofocados por la policía. El verdadero W. B Yeats, amigo de ambos autores, dijo palabras similares en ambos disturbios o después de ellos. Young Cassidy da vida a esta historia paralela (los disturbios de The Plough and the Stars y The Playboy of the Western World), unida por el personaje de Yeats.
Basada en la autobiografía de Seán O'Casey Mirror in my House (título general con el que se reeditaron en 1956, en dos grandes volúmenes, las seis autobiografías que publicó entre 1939 y 1956), la película comenzó su producción en 1964, cambiando su nombre en el película para John Cassidy. O'Casey había leído borradores anteriores de la película y dio su aprobación al guion, así como a la elección del actor principal, Rod Taylor.
Rod Taylor intervino cuando la elección original para el papel, Sean Connery, tuvo que abandonar debido a conflictos de programación con la película de James Bond, Goldfinger. Antes de Connery, Richard Harris estuvo adjunto.
La película fue dirigida inicialmente por John Ford (que ya había dirigido una versión cinematográfica de The Plough and the Stars en 1936), pero enfermó unas dos semanas después de comenzar la producción y fue reemplazado por Jack Cardiff. El rodaje se detuvo durante dos semanas. Sólo un miembro del elenco fue reemplazado: Sian Phillips reemplazó a Siobhán McKenna. O'Casey murió poco antes de que terminara la producción de la película.

## Sean O'Casey: The Spirit of Ireland
Durante el rodaje de la película, se filmó un documental detrás de escena, Sean O'Casey: The Spirit of Ireland, que analiza la realización de Young Cassidy. Narrada por Herschel Bernardi, la película intercala imágenes del Young Cassidy con imágenes de los actores preparándose para sus papeles.